# SUNRISE (PUFFYの曲)
「SUNRISE」（サンライズ）は、PUFFYの17枚目のシングル。2004年2月11日発売。発売元はエピックレコードジャパン（現：ソニー・ミュージックレーベルズ）。

## 解説
- テレビ東京系『SDガンダムフォース』主題歌。初回限定版には、キャプテンガンダムのプラモデルが付属していた。
- 「憂(UREI)」は、前年に発売されたアルバム『NICE.』のアメリカ盤にて海外先行発売され、このシングル盤が国内盤初収録である。

## トラック
（全作詞：PUFFY、作曲：Andy Sturmer）
1. SUNRISE [3:56]
2. 憂(UREI) [3:58]
3. SUNRISE -Instrumental- [3:56]
4. SUNRISE -TV edit- [1:33]

## 演奏
- PUFFY：ボーカル、ハーモニー
- アンディ・スターマー：ドラムス、キーボード、ギター
- ジョン・フィールズ：ギター、ベース